# A Bleach epizódjainak listája (2. évad)
A Lelkek Világa: Lopakodó támadás-fejezet (尸魂界・潜入篇; Sikabane tamasii kai: Szennjú-hen; Hepburn: Shikabane tamashii kai: Sennyū-hen) a Kubo Tite Bleach című mangája alapján készült animesorozat második nagyobb története, nyugati megnevezése szerint annak második évada, melynek sugárzását 2005. március 1-jén kezdte meg a japán TV Tokyo. A sorozat a TV Tokyo, a Dentsu és a Studio Pierrot együttműködésében és Abe Norijuki rendezői közreműködésével született meg. A húsz epizódból álló második történet az eredeti manga kilencedik és tizennegyedik kötetei közé eső cselekményét dolgozza fel. A történetben a sorozat főhőse, Kuroszaki Icsigo és kis csapata a Lelkek Világába utazik, hogy megmentsék halálra ítélt barátjukat, a halálisten Kucsiki Rukiát. Az évad Karakura új hősei (奇跡！謎の新ヒーロー; Kiszeki! Nazo no sinhíró) című epizódja egy töltelék epizód, melynek cselekménye az eredeti mangában nem volt olvasható.
A Bleach második évadát 2005. március 1. és 2005. július 19. között sugározta a japán TV Tokyo. Angol nyelven először 2007 februárja és júliusa között volt látható a kanadai YTV Bionix, valamint a Cartoon Network Adult Swim műsorblokkjában az Egyesült Államokban. A Bionix-en a műsor egy nappal korábban volt látható egészen annak huszonhatodik epizódjáig, ami után a Bionix ismétléseket kezdett sugározni. A második évadot magyar nyelven az Animax sugározta 2008. március 31. és 2008. június 9. között dupla epizódonként.
A Bleach második évadában két főcímdal és három vége-főcímdal hallható. Az első öt epizód főcímdala az Orange Range alternatív rockegyüttes Asterisk, a tovább epizódoké a D-tecnoLife UVERworld című zeneszáma. Az Asterisk Japánban huszonkét héten át szerepelt a toplisták első húsz helyének valamelyikén. A dalt tartalmazó album 628 329 darab eladott példánnyal az összesített listákon 2005 negyedik legsikeresebb kislemeze lett a szigetországban. Az első öt epizód vége-főcímdala Home Made Kazoku Thank You!! című dala. A 26. epizódtól a 38-ig a Go Junha Hókibosi (ほうき星, ’hulló csillag’), a további epizódok végén pedig a Skoop on Somebody happypeople című dala hallható. Go Junha Hókibosi című dala az Oricon slágerlistán elért legjobb helyezése a tizenkettedik hely volt, és egyben ez a dal szerzett nagyobb ismertséget is a dél-koreai énekesnőnek.
Az évad DVD-forgalomban Japánban az Aniplex kiadásában jelent meg öt lemezen 2005 júliusa és novembere között. Észak-Amerikában, a Viz Media gondozásában az évad The Entry címen 2007. szeptembere és 2008 májusa között jelent meg szintén öt lemezen, majd pedig később díszdobozos kiadásban.

## Az epizódok listája
| # | Epizód címe                                                                   | Első japán sugárzás | Első magyar sugárzás |
| --- | ----------------------------------------------------------------------------- | ------------------- | -------------------- |
| 21 | Irány a halálistenek világa! Tocunjú! Sinigami no szekai (突入！死神の世界)   | 2005. március 1.    | 2008. március 31.    |
| Icsigónak, Urjúnak, Orihimének, Csadnak és Joruicsinek a kapun keresztül sikerül bejutnia a Lelkek Világába, ahol a Peremvidékre érkeznek, a közönséges lelkek lakhelyére. A halálistenek lakhelyének, a Tiszta Lelkek Városának kapuja előtt Icsigo megküzd a kapu őrzőjével, Dzsidanbóval, akit Uraharával való edzéseinek köszönhetően könnyedén legyőz. Mikor Dzsidanbó kinyitja a kaput, Icsigo a halálistenek harmadik osztagának kapitányával, Icsimaru Ginnel kerül szembe. |                                                                               |                     |                      |
| 22 | A vaddisznó-lovasok Sinigami o nikumu otoko (死神を憎む男)                    | 2005. március 8.    | 2008. március 31.    |
| Icsimaru a lélekölő kardjával könnyedén feltartóztatja Icsigót, így társaival más módot kell keresnie, hogy bejusson a Tiszta Lelkek Városába. Miközben megpróbálják felkutatni Joruicsi egyik barátját, találkoznak Siba Gandzsúval, „a nyugati Peremvidék első számú önjelölt halálisten-gyűlölőjével”. Icsigo és Gandzsu azonnal vitatkozni és harcolni kezdenek, melyet azonban Gandzsu hirtelen megszakít és egy másik időpontra halaszt. |                                                                               |                     |                      |
| 23 | Csak tizennégy nap Rukia sokei, dzsújokka mae (ルキア処刑、14日前)            | 2005. március 15.   | 2008. április 7.     |
| Joruicsi végül rátalál barátjára, Siba Kúkakúra, Gandzsu nővérére, aki beleegyezik, hogy segít nekik bejutni a Tiszta Lelkek Városába. Mindeközben a halálistenek úgy határoznak, hogy Rukia kivégzését tizennégy nap múlva fogják végrehajtani, a lányt pedig a Megbánás Tornyába viszik át. A halálistenek tizenhárom osztagának vezetőit hirtelen gyűlésre hívják össze. |                                                                               |                     |                      |
| 24 | A tizenhárom osztag Kessú! Gotei dzsúszantai (結集！護廷13隊)                 | 2005. március 22.   | 2008. április 7.     |
| Hogy Kúkaku ágyújával be tudjanak jutni a Tiszta Lelkek Városába, Icsigónak és társainak el kell sajátítania a technikát, hogyan koncentrálják lélekenergiájukat egy lélekgömb nevű tárgyba. Icsigónak ezzel kezdetben egyáltalán nem boldogul, de végül Gandzsu segítségével ő is megtanulja, hogyan alakítson ki maga körül egy védőmezőt, mellyel kilőhetik az ágyúból. Mindeközben a Tiszta Lelkek városában a tizenhárom osztag kapitányai azt próbálják eldönteni, hogy mit tegyenek a betolakodókkal. A gyűlést egy riadó szakítja meg, mely azt jelzi, hogy valaki valaki belépett a városba.                                                             |                                                                               |                     |                      |
| 25 | Áttörés a pajzson Kjodai hódan de csúó toppa? (巨大砲弾で中央突破?)           | 2005. március 29.   | 2008. április 14.    |
| Mielőtt Kúkaku útnak indítja a kis csapatot ágyújával, Gandzsu elárulja, hogy azért gyűlöl minden halálistent, mivel a bátyját az egyikük ölte meg. A tizenegyedik osztag kapitánya, Zaraki Kenpacsi úgy véli, hogy a betolakodók vezetője, Icsogo méltó ellenfél lehet a számára. Aizen Szószuke kapitány a tizedik osztag kapitánya, Hicugaja Tósiró előtt kérdőre vonja Icsimarut annak kibúvója miatt, hogy miért engedte megszökni a betolakodókat. Miután a csapat átjut a Tiszta Lelkek Városát védő mezőn, Icsigo elveszíti az irányítást a lélekenergiája felett, és az őket védő burok felrobban. A csapat tagjai szétszóródva érnek földet a városban. |                                                                               |                     |                      |
| 26 | Halálos fogócska Kesszei! Szaiaku no taggu" (結成! 最悪のタッグ ()            | 2005. április 5.    | 2008. április 14.    |
| Icsigo Mandzsuval, Isida Orihimével, Csad és Joruicsi pedig egyedül érnek földet. Nem sokkal ezután Icsigo és Gandzsu a tizenegyedik osztag tagjaival, Madarame Ikkakóval és Ajaszegava Jumicsikával kerülnek szembe. Ikkaku a harcban kardja második, sikai formájával gyorsan felülkerekedik Icsigón, Gandzsu pedig különböző trükkök és cselek segítségével próbál elszökni Jumicsika elől. |                                                                               |                     |                      |
| 27 | Az első megmérettetés Hisszacu no icsigeki o hanate! (必殺の一撃を放て!)      | 2005. április 12.   | 2008. április 21.    |
| Icsigónak sikerül legyőznie Ikkakút, bár a harc során ő maga is súlyosan megsérül. Gandzsu tovább menekül Jumicsika elől, aki átüldözi őt az egész városon. A tizenegyedik osztag kapitánya, Zaraki Kenpacsi megpróbál Icsigo nyomára bukkanni, de hadnagya, Kuszadzsisi Jacsiru tanácsai miatt végül elveszíti a nyomát. |                                                                               |                     |                      |
| 28 | Orihime veszélyben Neravareta Orihime (狙われた織姫)                          | 2005. április 19.   | 2008. április 21.    |
| Gandzsunak egy tűzijáték bombával sikerül legyőznie Jumicsikát. Urjú és Orihime a hetedik osztag egyik tagjával, Ikkandzaka Jiróbóval kerül szembe, akit Urjú könnyedén legyőz és megfosztja őt minden halálisteni erejétől. Mindeközben a tizenkettedik osztag kapitánya, Kurocucsi Majuri csapatokat küld szét a betolakodók felkutatására. |                                                                               |                     |                      |
| 29 | Szorul a hurok Toppaszejo! Sinigami hóimó (突破せよ! 死神包囲網)              | 2005. április 26.   | 2008. április 28.    |
| Icsigo és Gandzsu a negyedik osztag egyik tagjának, Jamada Hanataró túszul ejtésével próbálnak elszöknie a halálistenek elől. A tervük nem sikerül, de Szado csapása a távolból annyi időre eltereli a halálistenek figyelmét, hogy elszökhessenek. Hanataró felajánlja, hogy megmutatja a Rukiához vezető utat Icsogónak és Gandzsunak. Kenpacsi mindeközben továbbra is Icsigót próbálja felkutatni, de Jacsiru éppen az ellenkező irányba terelik. Végül a lábadozó Ikkakuhoz téved, ahol megakadályozza Majurit abban, hogy végezzen Ikkakuval, aki nem akart felelni a kérdéseire.                                                                           |                                                                               |                     |                      |
| 30 | Ismét szemtől szemben Tacsihadakaru Rendzsi (立ちはだかる恋次)                | 2005. május 3.      | 2008. április 28.    |
| Hanataró segítségével Icsigo és Gandzsu egyre közelebb jutnak Rukiához, de Abarai Rendzsi, a hatodik osztag hadnagya az útjukat állja. Icsigo harcba száll Rendzsivel, aki azonban ez alkalommal ötször erősebb, mint legutóbbi összecsapásukkor volt. |                                                                               |                     |                      |
| 31 | Halálos elszántság Kiru tame no kakugo (斬る為の覚悟)                         | 2005. május 10.     | 2008. május 5.       |
| Icsigo és Rendzsi tovább harcolnak, melynek során az utóbbi kezd felülkerekedni. Icsigo visszaemlékezve Uraharával való edzéseire, lélekenergiáját egy hatalmas csapásba összpontosítva végül legyőzi Rendzsit. |                                                                               |                     |                      |
| 32 | A csillag és a kóbor kutya Hosi to norainu (星と野良犬)                       | 2005. május 17.     | 2008. május 5.       |
| Rendzsi felidézi Rukiával való közös múltjának emlékeit. Visszaemlékezik arra, hogy gyermekkorukban hogyan ismerkedtek meg és lettek barátok, majd pedig hogy közösen jelentkeztek halálistennek. Idővel azonban egyre távolabb kerültek egymástól, majd a kapcsolatuk végképp megszakadt mikor Rukiát örökbe fogadta a Kucsiki klán. Veresége után Rendzsi könyörög Icsigónak, hogy mentse meg a lányt. |                                                                               |                     |                      |
| 33 | Karakura új hősei Kiszeki! Nazo no sinhíró (奇跡！謎の新ヒーロー)             | 2005. május 24.     | 2008. május 12.      |
| Karakura városában Karinnak a focilabdájával sikerül elpusztítania egy lidércet, mikor az aláhull az égből egy kismacska lelkével együtt. A város egy másik pontján Cumugija Ururu és Hanakari Dzsinta szintén lidérceket irtanak. Don Kanondzsi egy szuperhős csapatot alakítani a tehetséges fiatalokból Karakura Szuperhősei néven. Miután még több lidérc jelenik meg, Juzút a macska szelleme védelmezi a támadásoktól. A kisebb lidércek egyetlen lénnyé olvadnak össze, amit Karakura Szuperhőseinek a macska szellemének segítségével sikerül legyőzniük.                                                                                                 |                                                                               |                     |                      |
| 34 | Gyilkosság hajnalban Joake no szangeki (夜明けの惨劇)                         | 2005. május 31.     | 2008. május 12.      |
| Hanataró és Gandzsu elmenekítik a Rendzsivel való összecsapás során súlyosan sérül Icsigót, mielőtt a többi halálisten is megérkezne a helyszínre. Rendzsit súlyos sebei ellenére az osztagának kapitánya, Kucsiki Bjakuja őrizetbe helyezteti. Mindeközben a halálistenek felsőbb tanácsa mindenkit a betolakodók elfogására utasít. Az ötödik osztag hadnagya, Hinamori Momo másnap felfedezi Aizen Szószuke kapitány holttestét, akit látszólag valaki meggyilkolt. |                                                                               |                     |                      |
| 35 | Közelgő sötétség Aizen anszacu! Sinobijoru jami (藍染暗殺！忍び寄る闇)        | 2005. június 7.     | 2008. május 19.      |
| Hinamori rátámad Icsimarúra, akiről úgy hiszi, hogy ő ölhette meg Aidzent, de Kira megállítja. Hicugaja félbeszakítja a harcot, és mindkettejüket őrizetbe veteti. Hicugaja megesküszik Icsimarúnak, hogy ha Hinamorinak bármi bántódása esik, meg fogja ölni őt. Mindeközben Csad tovább keresi Rukiát a városban, de a nyolcadik osztag kapitánya, Kjóraku Sunszui az útját állja. Icsigo, Gandzsu és Hanataró tovább haladnak Rukia börtöne felé, de Kenpacsi hatalmas lélekenergiája mindegyiküket ledönti a lábáról. |                                                                               |                     |                      |
| 36 | Zaraki Kenpachi támad Zaraki Kenpacsi szemaru! (更木剣八、迫る!)              | 2005. június 14.    | 2008. május 19.      |
| A tizedik osztag hadnagya, Macumoto Rangiku átad egy levelet Hinamorinak, melyet Aizen kapitány hagyott hátra és melyben megnevezi a gyilkosát. Mindeközben Icsigo harcolni kényszerül Kenpacsival, akinek azonban olyan hatalmas a lélekenergiája, hogy Icsigo meg sem tudja támadni. |                                                                               |                     |                      |
| 37 | Akiért harcolok Ken no rijú (拳の理由)                                        | 2005. június 21.    | 2008. május 26.      |
| Csad tovább folytatja útját a Tiszta Lelkek Városában, ahol a nyolcadik osztag tagjaival kerül szembe. Sorra győzi le a osztag halálisteneit, míg végül azok kapitányával, Kjóraku Sunszuival kerül szembe. Bár Csad elszánt, hogy megtartsa Icsigónak tett ígéretét, Sunszui könnyedén harcképtelenné teszi őt. |                                                                               |                     |                      |
| 38 | A törött penge Zettaidzecumei! Orareta Dzangecu (絶対絶命! 折られた斬月)      | 2005. június 28.    | 2088. május 26.      |
| Sunszui őrizetbe helyezi Csadot, ahelyett hogy végezne vele. A város másik pontján Icsigo folytatja a harcot Kenpacsival, akit sikerül megsebesítenie. Icsigo azonban elbízza magát mikor megtudja, hogy Kenpacsi nem képes teljesen uralni a lélekölő kardját, ellenfelei pedig mellkason szúrja őt, közben pedig eltöri Icsigo kardját is. |                                                                               |                     |                      |
| 39 | A halhatatlan Fudzsimi no otoko (不死身の男)                                  | 2005. július 5.     | 2008. június 2.      |
| Icsigo lélekölő karjának a megtestesülése, a Holdpenge ismét a saját világában szólítja meg Icsigót. Miközben saját lidérc valójával kell megküzdenie, Icsigo rájön, hogy a lélekölő kardja több mint egy eszköz, és az, hogy tudja annak nevét, még nem teszi őt erősebbé. Ezután Icsigo már egyenrangú félként képes szembeszállni Kenpacsival. A végső támadásuk után Icsigo a földre rogy. |                                                                               |                     |                      |
| 40 | Gandzsu és a halálisten találkozása Gandzsu no mita sinigami (岩鷲の見た死神) | 2005. július 12.    | 2008. június 2.      |
| Icsigo után Kenpacsi is összeesik, akit Jacsiru magával visz, hogy az orvosok ellássák a sérüléseit. Icsigo sebeit Joruicsi veszi kezelésbe. Gandzsu és Hanataró eljutnak Rukiához, ahol Gandzsu elborzad, mivel a lányban fedezi fel testvére, Siba Kaien gyilkosát. Bjakuja is megérkezik a helyszínre, Gandzsu pedig úgy dönt, hogy harcba száll vele. |                                                                               |                     |                      |
| 41 | A viszontlátás pillanata Szaikai, Icsigo to Rukia (再会、一護とルキア)        | 2005. július 19.    | 2008. június 9.      |
| Mikor Icsigo magához tér, Joruicsi felfedi előtte, hogy valójában egy nő. Miután megmutatja Icsogónak azt az eszközt, aminek a segítségével repülni tud, Icsigo elveszi tőle és Gandzsu és Hanataró megmentésére siet. Mindeközben Bjakuja könnyedén legyőzi Gandzsut, de a tizenharmadik osztag kapitánya, Ukitake Dzsúsiró közbelép és megfékezi. Miután Icsigo megérkezik azonnal szembeszáll Bjakujával. Mielőtt Bjakuja bevethetné sikaiját, Joruicsi is megérkezik és megállítja őt. |                                                                               |                     |                      |

## Kritikák és az évad megítélése
A Bleach második évada vegyes kritikákban részesült. Az ismertetők általában egyetértenek, hogy az előző évadhoz képest a történet kibontakozása jelentős mértékben lelassult és hogy a sorozat jóval közelebb került a Sónen Jump-műsorok kliséihez.
Jason Van Horn véleménye szerint az évad első felében Icsigo bolyongásával és Gandzsu folyamatos macska-egér játékával a cselekmény nem igazán halad előre. D. F. Smith az IGN egy másik ismertetőjében osztja ezt a véleményt, megjegyezve hogy az évad esetlegesen csalódást okozhat azoknak, akik a sorozatot a korai epizódok szerkezete és lendülete miatt kedvelték meg. Ezzel szemben megemlíti azt is, hogy azok, akik kedvelik a nagyobb terjedelmű, heroikus történeteket, azoknak bizonyosan elnyeri a tetszését, mivel a második évad valójában a sorozat Lelkek Világa-fejezetének csak az első fele. Kiemelte, hogy a sorozat főszereplőinek elszigetelésével elvész a közöttük lévő interakció is, mely igen sajnálatos, mivel „igen mulattató” látni, ahogyan azok néha egymással civakodnak. Simth véleménye szerint a cselekmény lassulásához az is hozzájárul, hogy számos új szereplő tűnik fel a történetben, akiket meg kell ismertetni a nézőkkel. A Mania.com írója, Bryan Morton véleménye nagy vonalakban megegyezik az IGN ismertetőiben olvashatókkal a történet lassú kibontakozása tekintetében. Smith-hez hasonlóan Morton is megemlítette ismertetőjében, hogy rengeteg új szereplő mutatkozott be az évad során. Ezt még azzal egészítette ki, hogy éppen emiatt az új szereplők csak néhány, gyakran egymástól több epizód távolságban található jelenetben tűntek fel, mely megnehezíti a néző számára, hogy észben tartsa, hogy ki-kicsoda. Smith az új szereplők közül külön kiemeli Dzsidanbót és Siba Kúkakút, valamint Gandzsút és vaddisznókon lovagló „gengszterbandáját”, akik megjelenésükkel kiváló humort hoznak a történetbe. Észrevétele szerint az évadban, különösképpen Icsigo tekintetében igencsak kitűnik az edzés és harc folyamatosan egymást váltó ismétlődése, melyet ugyan a „Sónen Jump hősei időtlen idők óta gyakorolnak”, de ez mégsem feltétlenül válik előnyére a cselekménynek. Aidzen Szószuke meggyilkolásának rejtélyét üdítő melléktörténetként értékelte, mely azonban csak némi haladékot ad az Icsigo főszereplésével lassú ütemben haladó cselekménynek. Morton ez még azzal egészíti ki, hogy az ember a sorozat nézése közben már abban reménykedik, hogy Icsigo valahogy el tudja kerülni, hogy a halálistenek mind a tizenhárom osztagának vezetőivel harcolnia kelljen. Morton azt is megjegyzi, hogy bár az elhúzódó harci jelenetek tekintetében nem is várhat mást az ember egy Sónen Jump-sorozattól, a Bleach esetében ez még mindig „fogyaszthatóbb”, még azok számára is, akik nem annyira ennek a műfajnak a kedvelői. Megítélése szerint az évadban jelentős egyes szereplők karakterfejlődés is. Mindemellett az bemutatott halálistenek, a kapitányok és a hadnagyok kivételével túlságosan is hasonlítanak egymásra, így nehéz köztük különbséget tenni. Véleménye szerint a sorozat főszereplői közül, mint például Orihime és Isida is igen csekély szereplési lehetőséget kaptak. Carl Kimlinger, az Anime News Network ismertetőjében az elhúzódó harcokat nem negatívumként értékelte, és a műfaj „természetes” elemének tekintette. A második évadot John Sinnott, a DVD Talk írój a Dragon Ball Z című sorozathoz hasonlította, mivel mindkettőben nagy mennyiségű és hosszú harci jelenet láthatók, melyeket „jó adag humorral fűszereznek” az alkotók. Sinnott az évad legjobb epizódjának a Karakura új hősei című részt nevezte meg.
Az évad képi világával kapcsolatban szintén vegyes kritikák láttak napvilágot. Jason Van Horn a második évad epizódjainak ismertetőiben kiemelte, hogy bár azok valóban élvezetesek, de a Tiszta Lelkek Városának ismétlődő környezete, labirintusszerű és tökéletesen egyforma épületeinek állandó ismétlődése kissé egyhangúvá teszi a történet ezen szakaszát. Az animáció azonban kiválónak értékelte, kiemelve az Orihime veszélyben című epizódban Orihime hajának hullámzásának és Isida ruhájának mozgásának kiemelkedő ábrázolását. Carl Kimlinger is pozitívan értékelte az animáció minőségét, külön megemlítve a gyors kameramozgást és a lassítva bemutatott jeleneteket. Bryan Morton ezzel szemben igen vegyesnek nevezte a képi világ minőségét. Véleménye szerint egyes jelenetek esetében különös képen szembeötlik azok részletessége és benne a szereplők kidolgozottsága, melyek így igen kirínak a sorozat általános minőségéből. D. F. Smith külön kiemelte a világos színek használatát, melyek a halálistenek fekete öltözékével kiváló kontrasztot alkotnak.
Carl Kimlinger értékelése szerint az Icsigo megjelenései alkalmával hallható zene a sorozat eleje óta lassacskán egy „rock-himnusszá” alakult át. Az általános aláfestő zenét, mely „tudatalatti mormogás, hangnem nélküli gitárjátékból és ipari hangokból” áll össze, jól kiemeli a sorozat természetfeletti légkörét. Go Junha Hókibosi és a Skoop on Somebody happypeople című vége-főcímdalát különösen élvezhetőnek, de ezzel együtt „szabványos pop-hangzásúnak” is nevezte.
D. F. Smith megítélése szerint a sorozat angol nyelvű szinkronszínészei a második évadban ismét kiváló munkát végeztek. Az új szereplők szinkronszínészi közül külön kiemelte a Zaraki Kenpacsi „érdes” hangján megszólaltató David Lodge-ot, valamint Kyle Hebertet, aki az évadban viszonylag csak kis szerepet játszó Aizen Szószukének kölcsönözte a hangját. Bryan Morton, összehasonlítva más animékkel, szintén kiemelkedő minőségűnek nevezte a sorozat angol nyelvű változatát. Carl Kimlinger az Anime News Network ismertetőjében az első évad „rögös” kezdetei ellenére szintén minőségi munkának nevezte az angol szinkront és a szöveg fordítását. Az eredeti japán és az angol szinkron egyébként elhanyagolható különbségei közül megemlítette, hogy Gandzsu komolyabb, Joruicsi pedig elveszítette az egyedi beszédmodorát az angol változatban. Kimlinger a szinkron tekintetében pozitívan értékelte Rukia minimális szereplését, melynek minőségét már Melissa Harper is erősen kifogásolta a Bleach első évadának ismertetőjében. Kimlinger az új szinkronszínészek közül szintén kiemelte David Lodge-ot. John Sinnott véleménye szerint az angol szinkronszínészeknek is sikerült valódi életet lehelniük a rajzolt szereplőkbe, az eredeti japán szinkron mégis „természetesebben hangzik”.

## DVD-kiadások
Japánban a Bleach második évadának húsz epizódját az Aniplex 2005 júliusa és novembere között jelentette meg DVD-formátumban, összesen öt lemezen. A sorozatot Észak-Amerikában a Viz Media adta ki szintén öt lemezen 2007 szeptembere és 2008 májusa között, majd később, 2008 augusztusában jelentette meg a teljes második évadot tartalmazó díszdobozos kiadást. Magyarországon az egyes DVD-k ugyan nem kerültek kiadásra, de a Elemental Media forgalmazásában 2009. december 12-én az évad öt DVD-s, díszdobozos kiadásban megjelenhetett.
| Kiadvány        | Epizódok | Lemezek | Ország               | Ország               | Ország             | Ország |
| Kiadvány        | Epizódok | Lemezek | Japán                | Észak-Amerika        | Magyarország       |        |
| --------------- | -------- | ------- | -------------------- | -------------------- | ------------------ | ------ |
| Bleach 6.       | 21–24.   | 1       | 2005. július 27.     | 2007. szeptember 25. | –                  |        |
| Bleach 7.       | 25–28.   | 1       | 2005. augusztus 24.  | 2007. november 27.   | –                  |        |
| Bleach 8.       | 29–32.   | 1       | 2005. szeptember 28. | 2008. január 15.     | –                  |        |
| Bleach 9.       | 33–36.   | 1       | 2005. október 26.    | 2008. március 18.    | –                  |        |
| Bleach 10.      | 37–41.   | 1       | 2005. november 23.   | 2008. május 20.      | –                  |        |
| Bleach 2. kötet | 21–41.   | 5       | –                    | 2008. augusztus 19.  | 2009. december 12. |        |